# 羅特山
84°35′S 172°22′W / 84.583°S 172.367°W
羅特山（英語：Mount Roth），是南極洲的山峰，位於杜費克海岸，屬於加布羅山的一部分，海拔高度870米，處於賈斯特曼山以東6公里，由美國探險隊發現和拍攝照片，現時由南極條約體系管理。